# Céligny
Céligny ist eine politische Gemeinde des Kantons Genf in der Schweiz.

## Geographie
Céligny befindet sich im Norden des Kantons Genf und umfasst zwei Exklaven des Kantons Genf am rechten Ufer des Genfersees, von denen eine eine Enklave im Kanton Waadt ist. Die höchste der beiden hat eine Höhe von 434 Metern.
Das Territorium erstreckt sich über 4,65 km².

## Wappen
Blasonierung: »Wappen aus Azurblau mit einem silbernen Kreuz, das mit fünf roten Muscheln beladen ist.«

Das Wappen der Gemeinde war ursprünglich das der Familie de Céligny. Am 17. März 1924 wurde es vom Gemeinderat angenommen und am 4. April 1924 vom Staatsrat genehmigt.

## Bevölkerungsentwicklung
| Jahr      | 1850 | 1900 | 1950 | 1990 | 2000 | 2010 | 2012 | 2014 | 2016 | 2017 |
| Einwohner | 312  | 390  | 415  | 633  | 599  | 657  | 623  | 683  | 766  | 787  |

## Sehenswürdigkeiten

### Friedhof
Auf dem örtlichen Friedhof wollte Elizabeth Taylor ihre letzte Ruhe neben Richard Burton finden, was ihr jedoch nicht gestattet wurde. Heute ruhen dort:
- Vilfredo Pareto (1848–1923), italienischer Ingenieur, Ökonom und Soziologe
- Richard Burton (1925–1984), Schauspieler
- Alistair MacLean (1922–1987), Schriftsteller
- Alfred Werner (1914–2005), Pfarrer, Schriftsteller und Musikwissenschaftler
- Ernst Schmidheiny (1902–1985), Schweizer Industrieller und Gründer der Ernst Schmidheiny Stiftung

## Persönlichkeiten
Der als Pionier des politischen Journalismus geltende Jaques Mallet-du-Pan wurde 1749 als Sohn eines Geistlichen in Céligny geboren.
Ein weiterer Sohn des Ortes war der Chemiker Marc Delafontaine (1838–1911), einer der Entdecker des Elements Holmium.
Der italienische Ingenieur, Ökonom und Soziologe Vilfredo Pareto wohnte von 1901 bis zu seinem Tode 1923 in Céligny, ebenso wie der walisische Schauspieler Richard Burton.